# Jonquerettes
Jonquerettes település Franciaországban, Vaucluse megyében. Lakosainak száma 1597 fő (2022. január 1.). Jonquerettes Châteauneuf-de-Gadagne, Saint-Saturnin-lès-Avignon és Le Thor községekkel határos.

## Népesség
A település népességének változása:
| Lakosok száma | 1418 | 1462 | 1512 | 1507 | 1528 | 1550 | 1571 | 1595 | 1597 |
|               | 2013 | 2015 | 2016 | 2017 | 2018 | 2019 | 2020 | 2021 | 2022 |